# Ivan Tomečak
Ivan Tomečak (ur. 7 grudnia 1989 w Zagrzebiu) – chorwacki piłkarz grający na pozycji obrońcy.

## Kariera klubowa
Wychowanek klubu Dinamo Zagrzeb. W sierpniu 2007 rozpoczął karierę piłkarską w Lokomotiva Zagrzeb, dokąd został wypożyczony w sezonie 2007/08. Potem grał w dinamowskim zespole. 22 listopada 2011 w meczu grupowym Ligi Mistrzów przeciwko Realowi w Madrycie zdobył bramkę (6:2). W 82 minucie meczu wszedł na boisko, a w 90 wpisał się na listę strzelców. W 2013 przeszedł do HNK Rijeka. 31 sierpnia 2015 został piłkarzem Dnipra Dniepropetrowsk. 16 lipca 2016 podpisał kontrakt z saudyjskim klubem An-Nassr. W 2017 przeszedł do KV Mechelen, a w 2018 do Club Brugge.

## Kariera reprezentacyjna
W reprezentacji Chorwacji zadebiutował 12 listopada 2014 w towarzyskim meczu z Argentyną, rozegranym w Londynie.